# 法里萨
法里萨，是西班牙卡斯蒂利亚-莱昂萨莫拉省的一个市镇。 总面积90平方公里，总人口710人（2001年），人口密度8人/平方公里。